# Paisaje sonoro
El concepto de paisaje sonoro se consolida en los intereses investigativos desarrollados por un grupo de trabajo dirigido por R. Murray Schafer; músico, compositor, ambientalista y profesor de estudios en comunicación en la Universidad Simon Fraser en Burnaby, Canadá.
El concepto se forma a partir de la unión de las palabras sound (sonido) y landscape (paisaje) creando así la palabra inglesa soundscape; (acuñada en primera instancia por el urbanista estadounidense Michael Southworth.Definido por R. M. Schafer, el paisaje sonoro es básicamente un ambiente sonoro y puede referirse a entornos naturales o urbanos reales, o a construcciones abstractas (composiciones musicales, montajes analógicos o digitales que se presentan como ambientes sonoros). En sus palabras: «un paisaje sonoro consiste en eventos escuchados y no en objetos vistos», afirmación que nos conduce a otro concepto clave que se encuentra detrás de sus preocupaciones ecológicas y estéticas: clairaudience, que literalmente significa escucha o audición limpia (o clara). «El término simplemente se refiere a unas habilidades excepcionales de escucha, particularmente en relación a los sonidos del ambiente o del entorno. Mediante ejercicios de limpieza auditiva, las habilidades de escucha pueden ser entrenadas para alcanzar un estado de clariaudiencia.»
El trabajo de los canadienses inspiró la aparición de otros conceptos como la "ecología acústica" y el "diseño acústico", un asunto que según Schafer, debe ser asumido por los ciudadanos igual que por compositores, arquitectos, sociólogos o psicólogos. El entendimiento del diseño como algo interdisciplinar tiene para Schafer antecedentes en la Bauhaus debido a la búsqueda de integración entre lo científico y lo estético.Lo interesante de esta aproximación es expandir la idea del diseño de lo acústico y lo sonoro más allá de los auditorios o de las bandas sonoras cinematográficas para ocuparse de nuestro hábitat. En ese sentido, el trabajo de los canadienses muestra cierto grado de coincidencia con los estudios sobre el ambiente y paisaje urbano que Michael Southworth junto a su maestro Kevin Lynch realizaban desde el urbanismo.
Posteriormente se funda el World Forum for Acoustic Ecology y el World Soundscape Project (WSP) donde Murray Schafer y otros investigadores como Barry Truax y Hildegard Westerkamp, han publicado algunos de los documentos fundacionales relativos al paisaje sonoro y la ecología acústica. Todo este trabajo devino en los Soundscape Studies que, según el propio Schafer, buscan reunir el trabajo de los estudios sobre el sonido que de manera aislada ya se han realizado desde disciplinas como la psicoacústica, la acústica, el urbanismo, la música y las ciencias sociales.

## Características del paisaje sonoro
R. Murray Schafer distingue tres elementos principales que componen los paisajes sonoros: 
Tonalidad (keynote)
Este es el término musical que identifica la tonalidad de la pieza aunque no es siempre audible. Estos sonidos son los que marcan el temperamento de las personas, sea escuchándolos rara vez consciente o por lo general inconscientemente.
Los sonidos de fondo (background sounds) que desde el inicio son creados por la naturaleza, según la geografía y el clima, son: el sonido del viento, del agua, de los animales, etcétera; y en áreas urbanas es constituido por sonidos como: el tránsito de los automóviles, las instalaciones eléctricas, el tránsito aéreo, etcétera.
Las Señales sonoras (sound signal)
Son los sonidos que se encuentran en el primer plano (foreground sounds). Estos son aquellos que escuchamos esporádica y conscientemente, por ejemplo: las sirenas de las patrullas de policía o las ambulancias, los cláxones de los automóviles, el sonido de las campanas, etcétera.
Marcas sonoras (soundmarks)
Son los sonidos característicos de un área en específico; aquellos que adquieren un valor simbólico y afectivo. Schafer escribió en su libro que éstas se deben proteger pues constituyen las huellas sonoras, que hacen única a la vida acústica de cada lugar.
Schafer también distingue dos clases de paisajes sonoros: los de alta fidelidad (hi-fi), es decir, paisajes equilibrados en los que es más fácil reconocer los diferentes eventos sonoros al igual que su ubicación dentro del espacio acústico y por el otro los paisajes de baja fidelidad (lo-fi), en los que el horizonte audible es poco discernible, pues la sumatoria de sonidos es recargada y confunde la escucha.

## Problemática del concepto
Ciertos autores han empezado a utilizar el término «paisaje sonoro» asociado al de imagen sonora. Este es el caso de Trevor Wishart, quien en su obra Símbolos y paisajes sonoros (1986), define un paisaje sonoro como la fuente imaginaria de los sonidos percibidos. Es decir, como la recreación de un paisaje real, con lo que está definiendo, algo similar a lo que se entiende por imagen sonora, que también puede ser la recreación de un entorno sonoro irreal.
El paisaje sonoro ha sido concebido también desde la contaminación acústica, sin embargo, Schafer hizo hincapié en que se debe buscar el aspecto positivo sobre sus impactos negativos.

## Ejemplos de paisaje sonoro
- En un entorno rural: los pájaros que pían, las ranas que croan, el rumor del agua de un arroyo, dos personas conversando, las campanas de la iglesia, el sonido del tractor faenando, etcétera.

- En un entorno urbano: el tráfico, las bocinas, el coche que aparca o deja su lugar de aparcamiento, la gente conversando, el sonido de la maquinaria, un edificio en obras, el autobús urbano, el metro bajo la acera, etcétera.

- Paisaje Sonoro Inspirado en Un Agujero Negro

Este paisaje sonoro se diseñó con el fin de provocar una interpretación de un plano físico sin estar en el mismo. Este proyecto fue inspirado en un agujero negro el cual narra la historia de cómo se siente un astronauta dentro de una cabina (ambientado en el año 1969). El astronauta tiene complicaciones en el vuelo y pierde el control de la nave. Al parecer, por la aproximación al campo gravitatorio de un agujero negro, el astronauta muere, pero lo que recoge el micrófono literalmente no es de este planeta, y este paisaje sonoro nos lleva al lugar del astronauta.